# América Futebol Clube (Rio Branco)
Pour les articles homonymes, voir América Futebol Clube.
L'América Futebol Clube était un club brésilien de football basé à Rio Branco dans l'État de l'Acre.

## Palmarès
- Championnat de l'Acre :
  - Champion : 1948, 1949.